# L'ultima caccia
L'ultima caccia (The Last Hunt) è un film western del 1956 diretto da Richard Brooks.

## Trama
Nel 1883 nello stato del Dakota c'è una caccia spietata ai bisonti. I cacciatori fanno una mattanza mettendo a repentaglio la vita degli indiani confinati nelle riserve ai quali tolgono la fonte naturale di sostentamento. Charlie è un cacciatore di bisonti che assume Tony per una grande partita di caccia. Charlie è un cacciatore spietato e sanguinario, Tony al contrario è stanco della carneficina ed è intenzionato a smettere di cacciare.
A complicare i rapporti già tesi tra i due, Charlie cattura una indiana che tratterà da schiava e di cui Tony si innamora. A poco a poco, Charlie perde il contatto con la realtà diventando sempre più paranoico e assetato di sangue, tanto che Tony e l'indiana fuggono. Charlie li insegue e riesce a metterli in trappola aspettando tutta la notte per il duello che metterà fine alla contesa, ma è la natura che vince con una bufera di neve.